# Nogometni klub Slovan
SK Slovan je bil ustanovljen že leta 1913, kar potrjujejo številni dokumenti, toda Kmalu po njegovi ustanovitvi, leta 1914, se je začela prva svetovna vojna, ki je pri priči zavrla vse športno življenje, zlasti pa še življenje tako izrazito slovensko in slovansko usmerjenih klubov, za kakršnega je v tedanji avstro-ogrski monarhiji veljal tudi SK Slovan. Tako je začel SK Slovan dejansko delovati šele po končani svetovni vojni, leta 1919, v novi državi Srbov, Hrvatov in Slovencev, v kateri je narodnostno, družbeno in športno življenje le zaživelo v nekoliko boljših pogojih. Po vsem tem smemo torej leto 1913 šteti za leto ustanovitve SK Slovana, za začetek njegovega dejanskega delovanja pa leto 1919. Vsekakor pa drži, da se SK Slovan uvršča med najstarejša slovenska športna društva. Ker deluje SK Slovan od leta 1919 nepretrgoma in je ostal vseskozi zvest svojemu ustanovitvenemu imenu, je mogoče celo trditi, da je današnje Nogometno društvo Slovan najstarejši slovenski športni klub. Navsezadnje gre nogometašem tudi sicer pionirsko delo. V Ljubljanskem mestnem arhivu, ki so ga vse do leta 1919 vodili v nemščini, je sicer SK Slovan registriran kot športni klub za nogomet in zimske športe, vendar je bil nogomet v Slovanu vse do leta 1935, ko je zaživela boksarska sekcija, poglavitna športna panoga in integrativni element. 
Po drugi svetovni vojni je Slovan dvakrat osvojil Slovensko republiško ligo, leta 1965 in 1983. Sodelovali so tudi v  Drugi jugoslovanski ligi v sezoni 1983/84. Pokal Slovenije so osvojili leta 1983. Po osamosvojitvi je Slovan igral še 3 sezone v 1.SNL in osvojil 10., 11. in 15. mesto. 

## Mladinska šola ND Slovan
Slovan je že v času nekdanje države veljal za valilnico nogometnih talentov. Rezultat Slovanove mladinske šole so tudi številni nekdanji  (Marko Elsner, Robert Englaro, Aleš Čeh, Željko Milinovič, Aleksander Knavs, Gregor Židan, Sebastjan  Cimirotič,Ermin  Rakovič) in sedanji reprezentanti (Samir Handanović, Zlatan Ljubijankić in Andraž Kirm). 
Mladinski turnir Maksa Perca, danes preimenovan v turnir Marjana Rožanca je bil  v času Jugoslavije najmočnejši mednarodni nogometni turnir v tem delu Evrope. Na njem so sodelovali klubi kot so Ajax Amsterdam, Slovan Bratislava, Dinamo Tbilisi in mnogi drugi klubi iz Francije, Italije, Nemčije, Madžarske in Avstrije ter najboljši klubi iz takratne Jugoslavije (Dinamo Zagreb, Hajduk Split, Crvena zvezda, Partizan, Željezničar).